# 24H
24H – drugi japoński minialbum południowokoreańskiej grupy Seventeen, wydany 9 września 2020 roku przez Pledis Japan. Teledysk do tytułowego utworu z płyty ukazał się 24 sierpnia.
Album został wydany w pięciu edycjach: regularnej, trzech limitowanych (A, B i C) oraz „CARAT Edition”. Osiągnął 1 pozycję w rankingu Oricon i pozostał na liście przez 5 tygodni, sprzedał się w nakładzie 280 505 egzemplarzy. Zdobył status platynowej płyty.

## Lista utworów
| CD | CD                         | CD                                   | CD                                      | CD                                                    | CD      |
| Nr | Tytuł utworu               | Tekst                                | Kompozycja                              | Aranżacja                                             | Długość |
| -- | -------------------------- | ------------------------------------ | --------------------------------------- | ----------------------------------------------------- | ------- |
| 1. | „24H”                      | Woozi, Bumzu                         | Woozi, Bumzu, Park Gi-tae (Prismfilter) | Park Gi-tae (Prismfilter)                             | 3:09    |
| 2. | „Pinwheel” (Japanese ver.) | Woozi                                | Woozi, Dong Ne-hyeong, Won Yeong-heon   | Dong Ne-hyeong, Won Yeong-heon                        | 3:41    |
| 3. | „247” (Japanese ver.)      | Woozi, Bumzu, The8, Hoshi, Dino      | Woozi, Bumzu, Park Gi Tae (PRISMFILTER) | Bumzu, Park Gi Tae (PRISMFILTER)                      | 3:34    |
| 4. | „Chilli” (Japanese ver.)   | S.Coups, Vernon, Mingyu, Wonwoo      | Vernon, Bumzu, Poptime                  | Poptime                                               | 3:06    |
| 5. | „Together” (Japanese ver.) | Woozi, Bumzu, S.Coups, Hoshi, Mingyu | Woozi, Bumzu, Park Gi Tae (Prismfilter) | Bumzu, Park Gi Tae (Prismfilter), Nmore (Prismfilter) | 4:04    |

## Notowania
| Lista                      | Pozycja |
| -------------------------- | ------- |
| Oricon Weekly Album Chart  | 1       |
| Billboard Japan Hot Albums | 1       |